# 玩具兵

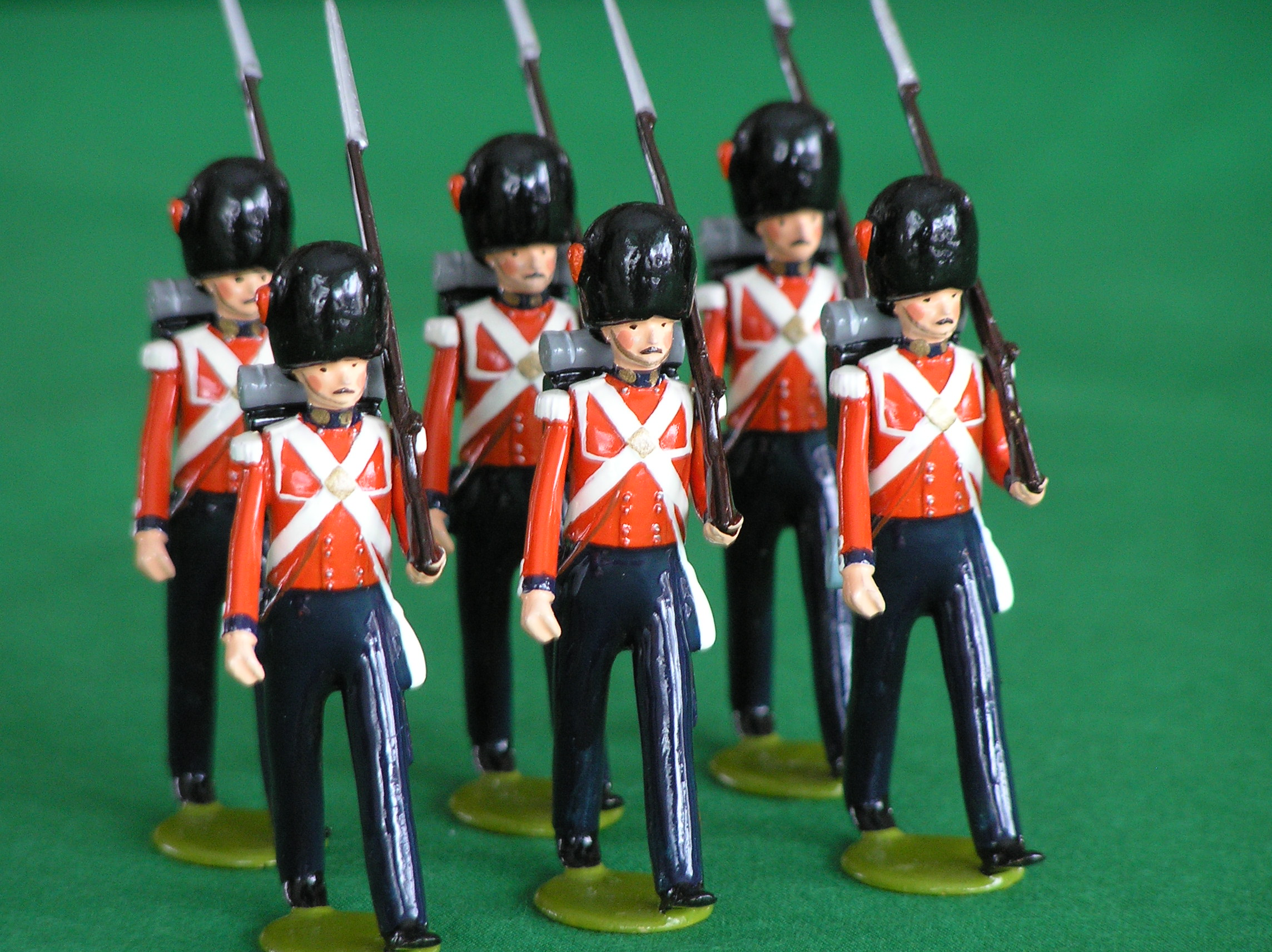
玩具兵

玩具兵是一種士兵形的微型小俑，此外還有以骑士、帶有武器的牛仔、美國原住民士兵、海盗、武士為主題的玩具兵。常見的玩具兵是由金属和塑料製成的。 玩具兵的歷史可以追溯到18世纪的歐洲。